# Erwin Garvens
Erwin Garvens (* 30. Juni 1883 in Hamburg; † 4. November 1969 ebenda) war ein deutscher Jurist, Verwaltungsbeamter und Publizist.

## Leben und Werk

### Herkunft und Bildung
Garvens wurde als Sohn des Arztes Hermann Garvens und seiner Frau Olga geb. Telge in Hamburg geboren. Er besuchte das Wilhelm-Gymnasium, wo er zu Ostern 1902 das Reifezeugnis erhielt.
Anschließend studierte er Rechtswissenschaften an der Université de Lausanne, der Friedrich-Wilhelm-Universität Berlin, der Ludwig-Maximilians-Universität München und der Eberhard Karls Universität Tübingen. Während seiner Zeit in Lausanne wurde er Mitglied der Société d’Étudiants Germania Lausanne. Nach seinem ersten juristischen Staatsexamen begann er 1905 das juristische Referendariat. 1907 wurde er mit seiner Dissertation mit dem Titel Aufrechnung und Zurückbehaltungsrecht im Hamburgischen Gesinderecht an der Universität Rostock zum Dr. iur. promoviert. 

### Berufliche Laufbahn und Verfolgung ab 1933
Ab 1909 war Rechtsassessor. Am 14. Januar 1913 heiratete er in Hamburg Elisabeth Hugo (1890–1965), Tochter des Schiffsmaklers George Henry Hugo. Ab 1920 war er als Regierungsrat in Hamburg tätig. 1926 wurde er zum Direktor des Rechnungshofes des Hamburgischen Staates, dem obersten Organ der Finanzkontrolle der Hansestadt Hamburg, ernannt.
Ab 1934 war Garvens Mitglied der Hamburger Patriotischen Gesellschaft von 1765, aus der er nach kurzer Mitgliedschaft nach der dortigen Einführung des „Arierparagraphen“ 1935 ausgeschlossen wurde, da seine Frau als „Halbjüdin“ galt. Nach 1945 konnte er der Gesellschaft wieder beitreten. Er gehörte zudem dem Verein „Freunde der Kunsthalle“ in Hamburg an aus dem er austrat, weil ihm und seiner Frau aus gleichen Gründen keine Eintrittskarten für die Kunsthalle zukommen sollten. Er kommentierte dies mit der Aussage: „Na, wir können es ja schließlich verschmerzen, die Vorträge – Prof. Waldmann aus Bremen war freilich immer herzerfrischend deutlich – zu hören, aber daß man in Deutschland auf kulturellem Gebiet so heruntergekommen ist, das ist doch einfach himmelschreiend.“
Nach der „Machtergreifung“ der Nationalsozialisten wurde Garvens 1933 wegen konservativ motivierter Regimefeindlichkeit als Direktor des Hamburger Rechnungshofes zwangsenthoben und nach § 6 des neu erlassenen Berufsbeamtengesetzes gegen seinen Willen in den Ruhestand versetzt.
Seine Personalakte zeigt, wie übel ihm in Hamburg mitgespielt wurde. Nach § 6 des Berufsbeamtengesetzes konnten Beamte in den Ruhestand versetzt werden, auch wenn sie noch nicht dienstunfähig waren. Ob bei der Versetzung auch politische Gründe vorlagen, geht aus der Akte nicht hervor – sie können aber auch nicht ausgeschlossen werden. Garvens war damit während der Zeit des Nationalsozialismus offiziell „ohne nutzbringende Tätigkeit“. 1939 stellte er sich – wie auch andere 1933 entlassene Beamte – dem Reichsstatthalter „im Bedarfsfalle zur Verfügung“. In einem Schreiben der NSDAP vom 12. Oktober 1939 wird dieses Angebot nachdrücklich mit dem Hinweis auf die Frau von Garvens, die als „Halbjüdin“ galt und „Mischling 1.Grades“ sei, zurückgewiesen. Ferner hieß es: „Politisch steht er im Gegensatz zur nationalsozialistischen Staats- und Wirtschaftsauffassung.“ Seine oppositionelle Haltung zeige sich „bei allen Begebenheiten des täglichen Lebens“, zum Beispiel werde von ihm „die Hakenkreuzfahne nicht gehisst“.
Der in Harvestehude lebende Garvens kümmerte sich in der Zeit des NS-Regimes sehr um seine jüdischen Bekannten, besonders um seinen Freund, den Hamburger Juristen und Staatsrat in der Finanzbehörde Leo Lippmann. Dieser war als hochkompetenter Fachmann ebenfalls willkürlich aus dem Amt entfernt worden. 1937 veröffentlichte er die Geschichte seiner Studentenverbindung Germania Lausanne. Von 1942 bis 1944 konnte Garvens neben seinen Ruhegehaltsbezügen geringe zusätzliche Bezüge als Notarvertreter des Notars Paul de Chapeaurouge erhalten.

### Nachkriegszeit und schriftstellerisches Wirken
Ab dem 13. Mai 1945 wurde Garvens von der britischen Militärregierung nach zwölfjähriger Unterbrechung wieder in seiner Funktion als Leiter des Hamburgischen Rechnungsprüfungsamtes eingesetzt. Allerdings wurde er schon im Dezember 1946 wieder aus diesem Amt beurlaubt. Zuvor wurde er wegen eines heftigen Auftretens im Haushaltsausschuss kritisiert. Anschließend wurde er als leitender Regierungsdirektor in die Hamburger Kulturverwaltung versetzt und von dort aus in den endgültigen Ruhestand.
Später war Garvens vor allem publizistisch tätig und war in Hamburg zudem als Autor des mehrteiligen anekdotischen Buches „Der fröhliche Jungfernstieg“ bekannt, welches zuerst 1940 erschien und dessen Gesamtausgabe später bis 1988 vielfach neu aufgelegt worden ist. 1956 veröffentlichte Garvens noch sein Buch Die Stadt an der Alster. Für die Altherrenschaft der Ende 1937 auf NS-Druck hin suspendierten Lausanner Studentenverbindung Germania gab er weiterhin das Nachrichtenblatt heraus. Über die Frage einer Rekonstitution überwarf er sich jedoch mit der großen Mehrheit, weil er der Meinung war, das Verbindungsleben habe sich überlebt. 1955 trat er deswegen aus dem AH-Verband aus.
Durch seine Tagebuchaufzeichnungen über seine Erlebnisse während und nach dem Zweiten Weltkrieg in der Stadt Hamburg ist Garvens auch heute noch ein viel zitierter Zeitzeuge.

## Veröffentlichungen
- Der fröhliche Jungfernstieg – Hamburger Anekdoten. 14. Auflage der Gesamtausgabe. Christians, Hamburg 1988.
- Eine Hamburgerin reist durch ganz Deutschland und Italien und wieder durch die Schweiz zurück nach Hamburg, 1829–1830. Unter Verwendung von Mamsell Catharina Charlotte Osmann's Tagebuch. Hamburg 1960. (Bibliotheksbestand des Vereins für Hamburgische Geschichte)
- Senator Carl Cohn, Präses der Finanzdeputation, geb. 19.11.1857. 1957.
- Gereimte Jahresberichte der Veronika [gegr. 1830]. 1954.
- Die Stadt an der Alster – Rundgang und Rückblick. Appel, Hamburg 1955.
- Der fröhliche Jungfernstieg – Hamburger Anekdoten. Neue Folge. Kiepenheuer, Köln/Berlin 1949.
- Dummheit. 1945. (Bibliotheksbestand des Vereins für Hamburgische Geschichte)
- Zwischenbilanz. 1945. (Bibliotheksbestand des Vereins für Hamburgische Geschichte)
- Wie es geschah. 1945. (Bibliotheksbestand des Vereins für Hamburgische Geschichte)
- Was tut not? 1944. (Bibliotheksbestand des Vereins für Hamburgische Geschichte)
- Der fröhliche Jungfernstieg – Hamburger Anekdoten. Kiepenheuer, Berlin 1940, DNB 573214875.
- Germania-Lausanne 1887/1937. Selbstverlag, Hamburg 1937.
- 100 Jahre "Veronica" [1830-1930]. 1930, OCLC 248403337.
- Tagebuch von Erwin Garvens, Staatsarchiv Hamburg 622-1/124, B2, Band 1–14.
- Aufrechnung und Zurückbehaltungsrecht im Hamburgischen Gesinderecht. Inaugural-Dissertation, 1907.